# 3790 Raywilson
Raywilson (asteróide 3790) é um asteróide da cintura principal, a 2,6015209 UA. Possui uma excentricidade de 0,1755579 e um período orbital de 2 047,38 dias (5,61 anos).
Raywilson tem uma velocidade orbital média de 16,76714663 km/s e uma inclinação de 0,48369º.
Este asteróide foi descoberto em 26 de Outubro de 1937 por Karl Reinmuth.